# Anfiteatro romano di Durazzo
L'anfiteatro romano di Durazzo (in albanese Amfiteatri i Durrësit) è un anfiteatro romano sito nel centro storico della città di Durazzo, in Albania. Venne costruito nel II secolo sotto il regno di Traiano e con una capacità di circa 20000 persone è l'anfiteatro più grande presente nei Balcani.
Il sito, scoperto nel 1966 e dichiarato monumento culturale nel 1973, è inserito dal 1996 nella lista dei candidati per essere inserito tra i Patrimoni dell'umanità UNESCO in Albania.

## Storia
L'anfiteatro fu costruito tra la fine del I e l'inizio del II secolo, sotto il regno dell'imperatore Traiano, in concomitanza con altri edifici pubblici di Dyrrhachium; i ritrovamenti di alcune monete testimoniano come l'edificio fosse già in uso sotto Adriano ed Antonino Pio. Sarebbe rimasto in uso fino al IV secolo, venendo abbandonato con la messa al bando dei giochi gladiatori nell'Impero; l'edificio fu inoltre danneggiato dal terremoto del 346, anche se sarebbero stati effettuati alcuni interventi di restauro.
In periodo bizantino l'anfiteatro potrebbe aver avuto una funzione strategico-difensiva, visto il posizionamento delle mura della città realizzate tra la fine del V e l'inizio del VI secolo; contestualmente le gallerie divennero un'area di necropoli e forse anche di abitazione, come testimoniano i resti di tre cappelle cristiane realizzate tra il VI e il XIV secolo. L'anfiteatro doveva essere ancora visibile nel 1508, essendo stato citato da Marino Barlezio nella sua Historia de vita et gestis Scanderbegi Epirutarvm Principis, ma è stato successivamente coperto di terra a partire al XVI secolo; quando il viaggiatore ottomano Evliya Çelebi giunse a Durazzo nel 1670 non fece alcuna menzione dell'anfiteatro, che doveva quindi esser già stato sepolto. Sulla collinetta e sui pochi ruderi emergenti furono costruiti diversi edifici fino al XX secolo.
La scoperta del sito avvenne nel 1966 ad opera del ricercatore Vangjel Toçi e gli scavi condotti nel corso degli anni successivi portarono alla luce circa 2/3 della cavea, dell'arena e delle gallerie, all'interno delle quali furono necessari alcuni interventi di restauro integrativi visti i crolli verificatisi negli anni; per consentire gli scavi furono demolite almeno una trentina di case. Il monumento è stato poi dichiarato monumento culturale nel 1973 ed è stato inserito nella lista dei candidati per essere riconosciuto Patrimonio dell'umanità dall'UNESCO nel 1996.
Nel 2003 è stato avviato il Progetto Durrës per il rilievo dell'anfiteatro, rimasto in larga parte sotterrato, condotto dall'Università degli Studi di Parma e propedeutico alla realizzazione di un parco archeologico urbano su richiesta del Ministero della cultura albanese e con un cofinanziamento da parte del Ministero degli affari esteri italiano.

## Descrizione

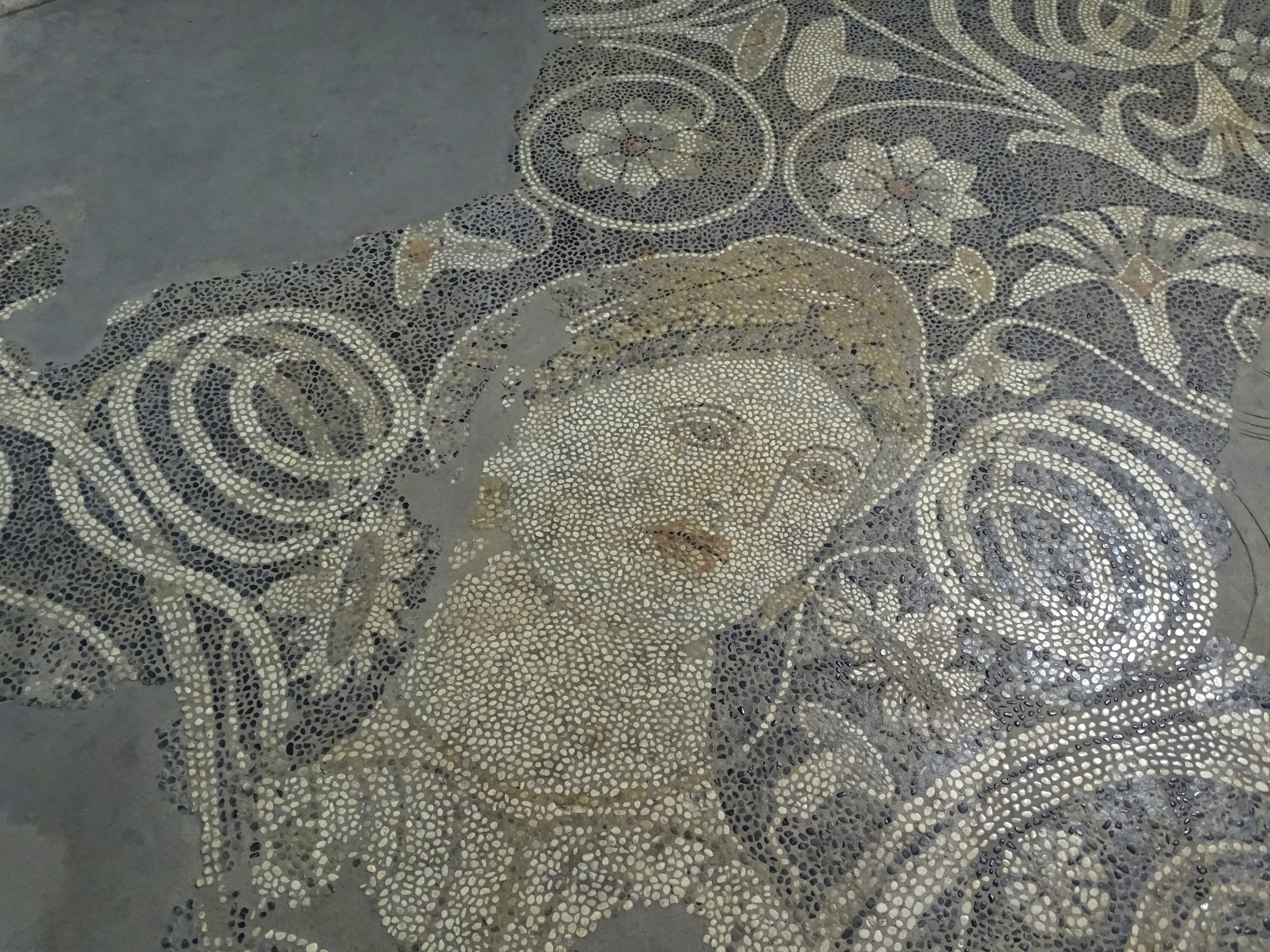
Particolare de La Bella di Durazzo

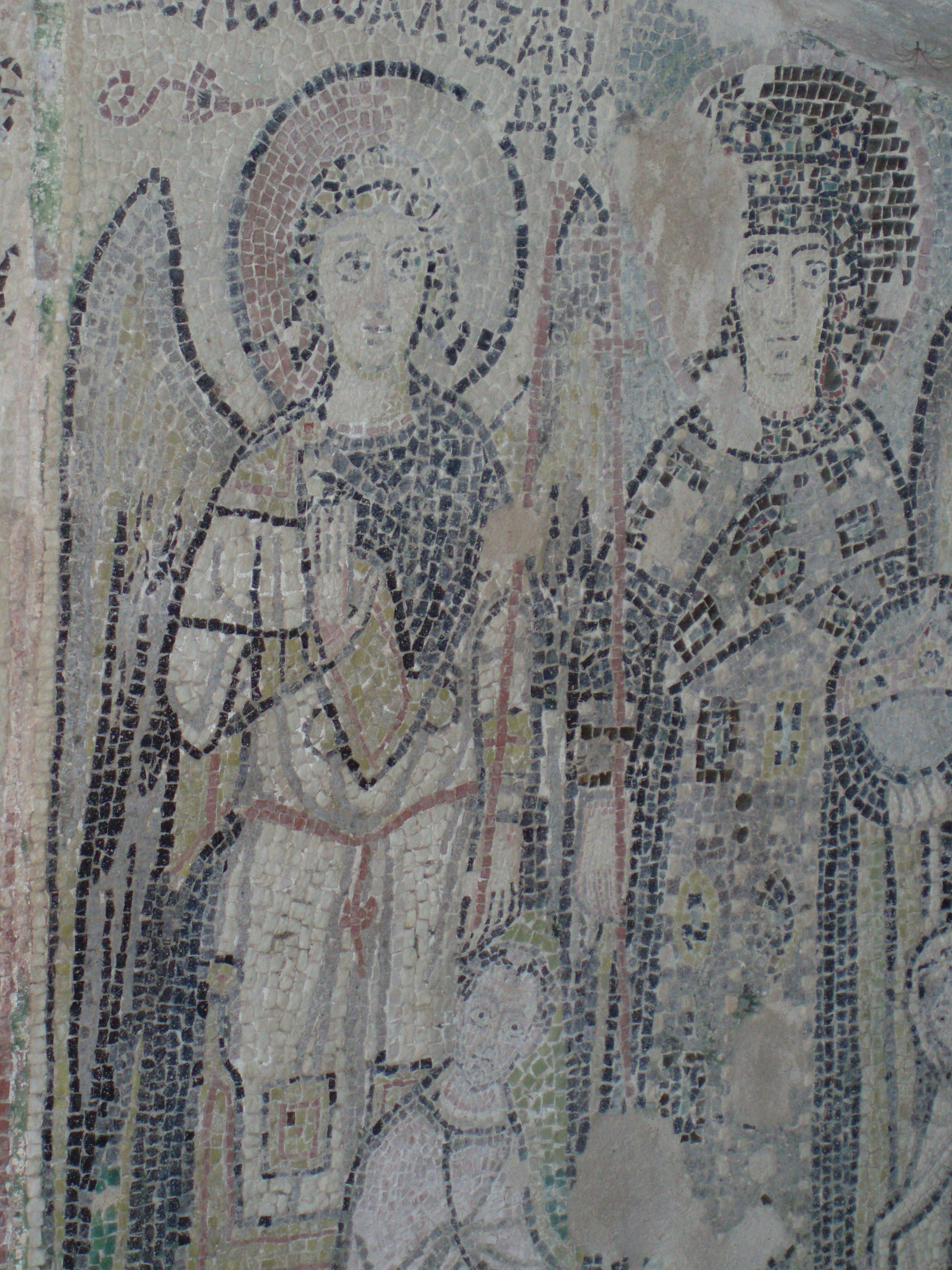
Dettaglio dei mosaici paleocristiani

L'anfiteatro, di forma ellittica, è situato nel centro della città moderna ma nella periferia della città antica a circa 350 metri dal mare, a ridosso delle mura bizantine, ed è realizzato in parte su un'area piana ed in parte sulle pendici meridionali della collina Spitalla, che ha una quota massima di 186 metri sul livello del mare. La struttura presenta una lunghezza di circa 119 metri, una larghezza di circa 97 metri ed un'altezza di circa 20 metri; le scalinate per gli spettatori, rivestite di piastrelle bianche, avevano una capacità di circa 15000-20000 persone.
All'interno dell'anfiteatro sono presenti antichi mosaici (tra cui La Bella di Durazzo), i quali rappresentano una delle principali attrazioni turistiche albanesi.